# Мачарцкали
Мачарцкали (груз. მაჭარწყალი) — село в Грузии, на территории Боржомского муниципалитета края (мхаре) Самцхе-Джавахети.

## География
Село находится на юге центральной части Грузии, на правом берегу реки Гуджаретисцкали, на расстоянии 20 километров (по прямой) к востоко-юго-востоку от города Боржоми, административного центра муниципалитета. Абсолютная высота — 1473 метра над уровнем моря.

## Население
По результатам официальной переписи населения 2014 года, в Мачарцкали проживало 3 человека (2 мужчины и 1 женщина). В национальной структуре населения грузины составляли 66,7 %, русские — 33,3 %.
| Год  | Население, человек |
| ---- | ------------------ |
| 2002 | 6                  |
| 2014 | ↘ 3                |